# Lev ha-Ir Cafon

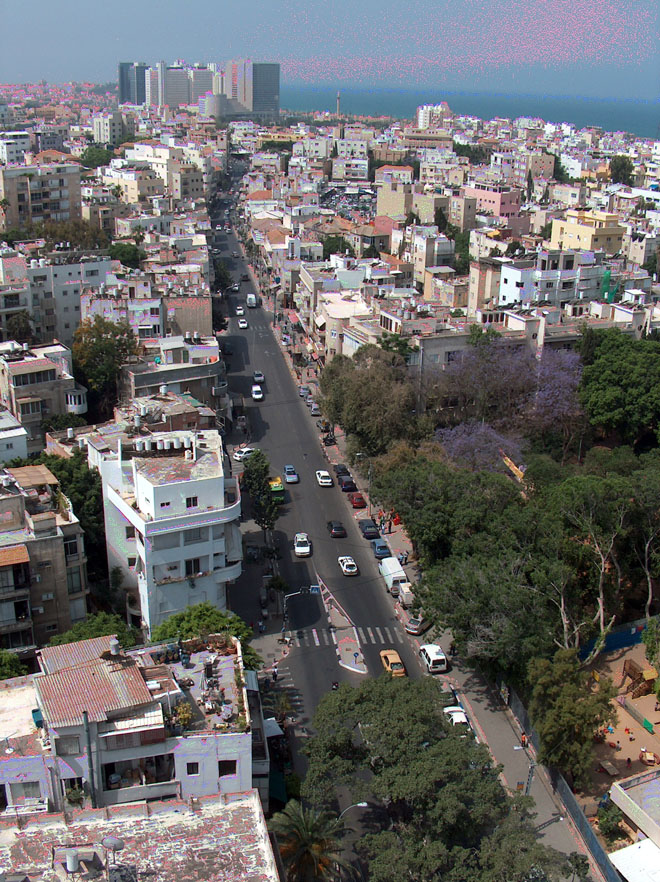
Zástavba v čtvrti Lev ha-Ir Cafon, ulice Rechov ha-Melech George, pohled k jihu

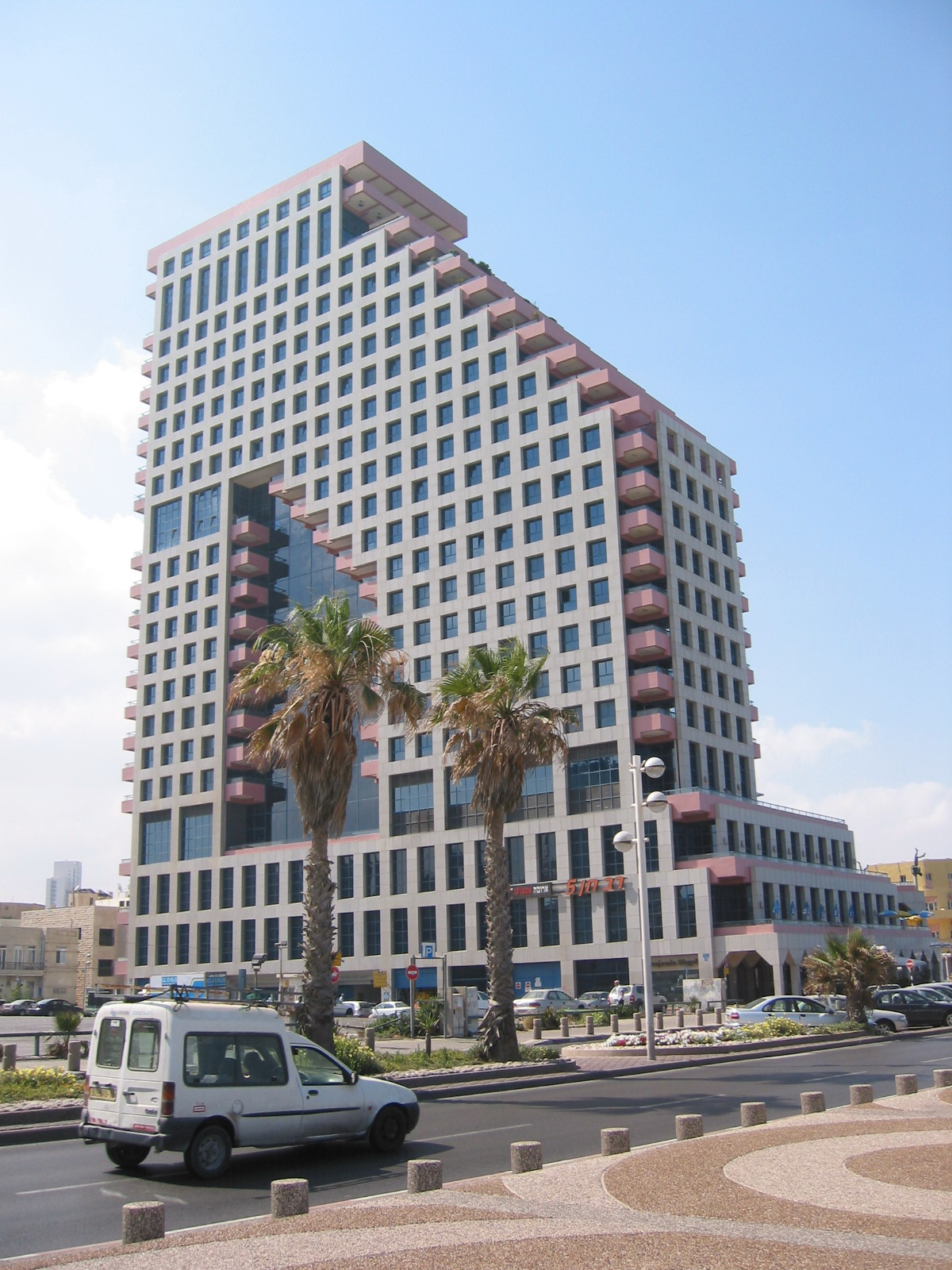
Zástavba v čtvrti Lev ha-Ir Cafon, budova Migdal ha-Opera na mořském pobřeží

Lev ha-Ir Cafon (hebrejsky: לב העיר צפון, doslova Střed města-sever) je čtvrť v centrální části Tel Avivu v Izraeli. Je součástí správního obvodu Rova 5 a samosprávné jednotky Rova Lev ha-Ir.

## Geografie
Leží v centrální části Tel Avivu, u pobřeží Středozemního moře, v nadmořské výšce okolo 20 metrů.

## Popis čtvrti
Čtvrť na severu vymezuje ulice Marmorek, Sderot Ben Cijon a Bograšov, na jihu Allenbyho ulice a ulice Šejnkin, na východě ulice Jehuda Halevi a na západě mořské pobřeží. Nejvýznamnějšími lokálními komunikacemi v této oblasti je severní část Allenbyho ulice, dále ulice Rechov ha-Melech George nebo Ben Jehuda. Zástavba má charakter husté blokové městské výstavby. Podél mořského pobřeží vyrůstá souvislá fronta výškových staveb. V roce 2007 tu žilo 15 813 lidí. 